# Jana Brejchová
Jana Brejchová (Praga, 20 gennaio 1940) è un'attrice ceca, attiva in campo televisivo e - soprattutto - cinematografico a partire dall'inizio degli anni cinquanta, ovvero sin da quando era un'adolescente.
Complessivamente, tra cinema e televisione, è apparsa in oltre un'ottantina di differenti produzioni, lavorando con registi quali Miloš Forman, Jiří Weiss, Jiří Krejčík, Karel Zeman, ecc.
È la sorella dell'attrice Hana Brejchová ed è la vedova dell'attore Jiří Zahajský, nonché ex-moglie degli attori Ulrich Thein, Vlastimil Brodský e del regista Miloš Forman, ex-compagna dell'attore Jaromír Hanzlík e madre dell'attrice Tereza Brodská.

## Filmografia parziale

### Attrice

#### Cinema
- Olovený chléb (1953)
- Zlatý pavouk (1956) - ruolo: Marie
- Vina Vladimíra Olmera (1956) - Kamila
- I cuccioli (1958)
- La tana del lupo (1958)
- Morálka paní Dulské (1958)
- Le notti ladre (1960)
- Il principio superiore (1960)
- Il barone di Munchausen (1962)
- Il castello Griposholm (1963)
- Il coraggio quotidiano (1964)
- Das Haus in der Karpfengasse (1965)
- Operazione terzo uomo (1965)
- Gli amori di una bionda (1965)
- Le pipe (1966)
- Návrat ztraceného syna (1966)
- Ženu ani květinou neuhodíš (1966) - Bohumila Jamborová
- Noc nevěsty (1967)
- Maratón (1968)
- Morte di un parroco (1969)
- Luk královny Dorotky (1970)
- Smrt černého krále (1971)
- Slečna Golem (1972)
- Pokus o vraždu (1973)
- Jelbeszéd (1974)
- Giulia e il mostro (1978)
- Nechci nic slyšet (1978)
- Útěky domů (1980)
- Incontro con le ombre (1983)
- Vlastně se nic nestalo (1988)
- Na krásné vyhlídce (1994)
- Hrad z písku (1994)
- Kráska v nesnázích (2006)
- Oko (2009)

#### Televisione
- Der Andere neben dir - film TV (1963)
- Král a žena - film TV (1967)
- Pan Tau - serie TV (1970-1977) - ruolo: Stella
- F. L. Věk - serie TV, 3 episodi (1971)
- Ein Chirurg erinnert sich - serie TV, 5 episodi (1972)
- Arabela - serie TV, 12 episodi (1979)
- Aber Doktor - film TV (1980)
- Die zweite Haut - film TV (1981)
- V zámku a podzámčí - film TV (1981)
- Jehla - film TV (1983)
- Bambinot - serie TV (1984)
- My všichni školou povinní - serie TV (1984)
- Arabela se vrací - serie TV, 18 episodi (1993)
- Anička s lískovými oříšky - film TV (1993)
- Velmi křehké vztahy - serie TV (2007)

### Sceneggiatrice
- Ďábelské líbánky (1970)

## Premi & riconoscimenti (lista parziale)
- 1964: Nomination al Deutscher Filmpreis d'oro come miglior attrice protagonista[7]
- 1965: Deutscher Filmpreis d'oro come miglior attrice protagonista per Das Haus in der Karpfengasse[7]
- 1968: Premio del pubblico al Pilsen Film Festival come attrice più popolare[7]
- 1969: Premio del pubblico al Pilsen Film Festival come attrice più popolare[7]
- 2007: Leone della Repubblica Ceca come miglior attrice non protagonista per Kráska v nesnázích[7]